# تاراش
تاراش (به لاتین: Tarash) یک منطقهٔ مسکونی در بنگلادش است که در ناحیه سراج‌گنج واقع شده‌است. تاراش ۲۹۷٫۲ کیلومتر مربع مساحت و ۱۹۵٬۹۶۴ نفر جمعیت دارد.